# وست هارپتری
وست هارپتری (به انگلیسی: West Harptree) یک روستا و محله مدنی در بریتانیا است که در باث و سامرست شمال‌شرقی واقع شده‌است. وست هارپتری ۴۳۹ نفر جمعیت دارد.